# Валкира (опера)
Валкира је друга опера у тетралогији епских опера Прстен Нибелунга немачког композитора Рихарда Вагнера. Остале три опере су Рајнско злато, Зигфрид и Сумрак богова. Премијера је изведена 26. јуна 1870. године у Народном позоришту у Минхену. Валкира је настала баш у време када је Вагнер упознао Шопенхауера.
Од све четири музичке драме Валкира се сматра музички најбогатијом. Изванредни су први призор, затим одломак Кас валкира и финале, који се често изводи као концертна тачка.

## Лица

### Смртници
- Зигмунд, Велзунг, тенор.
- Зиглинда, Зигмундова сестра, сопран.
- Хундинг, Зиглиндин муж, бас.

### Богови
- Вотан, врховни бог, бас-баритон.
- Фрика, Вотанова жена, богиња брака, мецосопран или сопран.

### Валкире
- Брунхилда, сопран.
- Герхилда, сопран.
- Ортлинда, сопран.
- Валтраута, мецосопран.
- Швертлајта, контраалт.
- Хелмвига, сопран.
- Зигруна, мецосопран.
- Гримгерда, мецосопран.
- Росвајса, мецосопран.

## Синопсис

### Чин први
Хундингова кућа, у којој се налази и стабло из којег вири забодени мач. Након познатог мотива олујне ноћи улази исцрпљени Зигмунд. Уплашено га поздравља Зиглинда, Худнингова несрећна жена, и нуди му окрепљење. Хундинг није код куће. Зигмунд јој исприча како га јуре непријатељи. Пошто је попио медовину, Зигмунд пожели да оде, тврдећи да доноси несрећу другим људима. Зиглинда га заустави речима да не може даље да унесрећи већ унесрећену кућу.
Долази Хундинг, који нема жељу да угости Зигмунда, али је приморан, као домаћин, да му дозволи преноћи. Он примећује необичну сличност између придошлице и своје жене. Зиглинда бива све више опчињена својим гостом и тражи од њега да им исприча своју причу. Зигмунд прича о томе како се једног дана вратио са оцем кући и затекао свој дом спаљен, мајку убијену, а сестру близнакињу отету. Неко време је лутао са оцем, док се једног дана није одвојио и од њега. Затим је наишао на девојку коју су њени рођаци хтели да удају против њене воље, па је почео да се бори против њих - што је изазвало ситуацију у којој га је појурио читав клан. Тако је, бежећи од њих, наишао на Хундингову кућу. Своје име је одбио да им открије, представивши се само као Тужни.
Одмах затим се испоставља да је Хундинг био управо један од оних који су га јурили, па је бесно изазвао Зигмунда на двобој ујутру. Дозволио му је да преноћи јер га штити чињеница да му је већ обећао склониште те вечери, али следећег јутра има да падне крв. Затим одлази са својом уплашеном женом.
Зигмунд остаје сам и жали своју судбину. Присећа се како му је отац предвидео да ће пронаћи мач када му буде најпотребнији.
Враћа се Зиглинда, пошто је Хундингу дала напитак да чврсто заспи. Зиглинда исприча како је онај мач доспео у њихово дрво: у брак је ступила против своје воље. На дан њиховог венчања, међу слављенике је дошао чудан старац и забио мач у стабло. Мач није могао да извуче ни Хундинг, нити било ко од његових пријатеља. Изразила је своју дубоку жељу да дође јунак који ће извући мач и спасти је. Зигмунд изјављује своју љубав за Зиглинду, али она се у том тренутку сети његовог гласа и схвати да су њих двоје у ствари брат и сестра близанци, раздвојени као деца. Када је сазнала да је име његовог оца Велзе, рекла је како је он Зигмунд и како је мач остављен за њега. Он с лакоћом извлачи мач из стабла, а Зиглинда му се представља. Зигмунд мач крсти Нотунг и њих двоје заједно беже из Хундингове куће.

### Чин други
Каменит планински пејзаж. Вотан стоји, наоружан, са својом омиљеном ћерком, валкиром Брунхилдом. Брунхилди је наложио да штити Зигмунда у предстојећој борби са Худингом.
Стиже Фрика, Вотанова жена, возећи се у кочијама које вуку овнови. Фрика је богиња заштитница брака и захтева од Вотана да Зигмунд и Зиглинда буду кажњени због својих греха: зато што је Зиглинда починила прељубу, и зато што су брат и сестра. Она је свесна да је Вотан отац Зигмунда и Зиглинде - он их је зачео док је био прерушен у смртника Велзеа - да би му помогли у плановима, али ипак захтева казну. Вотан протестује и изјављује како му је неопходан јунак који ни на који начин није повезан са њим, јер једино ће један такав јунак моћи да спаси Валхалу. Фрика бесно узвраћа како Зигмунд није слободан јунак, већ Вотанов пијун. Доказ ове тврдње је чињеница да је Зигмунд наоружан Вотановим чаробним мачем.
Немајући куд, Вотан обећава Фрики да ће Зигмунд бити убијен. Фрика задовољно одлази. Само Брунхилда остаје са очајним Вотаном. Вотан јој се поверава да је уплашен Ердиним пророчанством (из претходне опере) и да је након тога отишао к њој да би више сазнао. Завео је Ерду, и из те везе је рођено девет валкира, укључујући и Брунхилду. Валкире је одгајио да буду моћне жене ратнице и да скупљају лешеве јунака палих у борби како би могли да буду оживљени у Валхали, где ће служити у војсци коју Вотан диже за случај да се Алберих поново докопа чаробног прстена (прстен је сада у власништву џина Фафнера; овај се повукао, са златом, у једну пећину, где се уз помоћ Тарнхелма - чаробног шлема који му дозвољава да поприми који облик хоће - претворио у змаја. Вотан не може да поврати благо јер је обавезан договором; зато му је потребан слободан јунак, који није обавезан). Он огорчено наређује Брунхилди да у двобоју заштити Хундинга, и на тај начин убије његово љубљено дете, Зигмунда. Када се Брунхилда успротиви, он јој гневно одговори да не куша његов гнев и да је послуша, а затим одлази.
У планински процеп стижу Зигмунд и Зиглинда. Зиглинда је оптерећена умором и осећањем кривица, па се сруши на земљу. Брунхилда му прилази и најављује да му предстоји смрт. Позива га за собом у Валхалу, где ће имати сваку част и задовољство, и где ће срести свог оца. Зигмунд је на тренутак привучен том помисли, али када му Брунхилда каже да Зиглинда не може са њим, он је оштро одбија. Брунхилда се изненада преломи и одлучи да ипак изврши не Вотаново наређење, већ његову стварну вољу, и да заштити Зигмунда.
Стиже Хундинг и бори се са Зигмундом. Брунхилда заштити Зигмунда својом моћи, али у том тренутку стиже Вотан. Из страха пред њим, она хитро подиже свој штит, Вотан ломи Нотунг својим копљем, а Хундинг убија Зигмунда. Брунхилда брзо узима делове сломљеног мача, зграби Зиглинду и бежи на свом коњу. Вотан тужно посматра Зигмундово тело, а затим гестом руке убија Хундинга. Напослетку појури своју непослушну ћерку.

### Чин трећи
Све валкире, осим Брунхилде, се скупљају на планинском врху. Затим стиже и Брунхилда и моли своје сестре за помоћ, али оне се превише боје Вотана да би јој помогле. Буди се Зиглинда и изјављује како јој није битан живот, пошто је Зигмунд мртав. Брунхилда јој изјављује да у утроби носи Зигмундово дете, који треба да се зове Зигфрид. Зиглинда изненада мења став и моли валкире да спасу њу и њено дете. Брунхилда је шаље да сама бежи у Фафнерову шуму, а она ће остати да задржи Вотана.
Када је бог стигао, валкире су покушале да сакрију Брунхилду, али Вотан гневно изјављује да зна да је Брунхилда међу њима. Оне почињу да моле за своју сестру, која напослетку иступи. Вотан за њу исказује страшну казну: њој ће бити одузет статус валкире и постаће смртница. Затим ће је оставити у чаробном сну на планини. Који год мушкарац је пробуди биће јој муж. Брунхилда и сама почиње да га моли, јер му је омиљена ћерка. Она му казује како се храбро понео Зигмунд и како је одлучила да њега заштити, јер је то била Вотанова права жеља. Она га моли да је не осуди на судбину према којој би она постала жена првог мушкарца који наиђе, јер није заслужила да буде жена неког слабића. Вотан је дубоко дирнут и пристаје да јој испуни ту молбу: око њеног успаваног тела ће поставити круг зачаране ватре кроз коју ће моћи да прође само највећи јунак (они обоје, у ствари, знају да ће тај јунак бити Зигфрид). Брунхилду успављује и призива Логеа, бога ватре, да створи чаробни пламен. Вотан изјављује да нико ко се боји врха његовог копља неће моћи да прође кроз ватру. Затим одлази, тужно се осврћући ка Брунхилди.